# Hydroptila gapdoi
Hydroptila gapdoi is een schietmot uit de familie Hydroptilidae. De soort komt voor in het Oriëntaals gebied.